# KZ-Außenlager Birkhahn

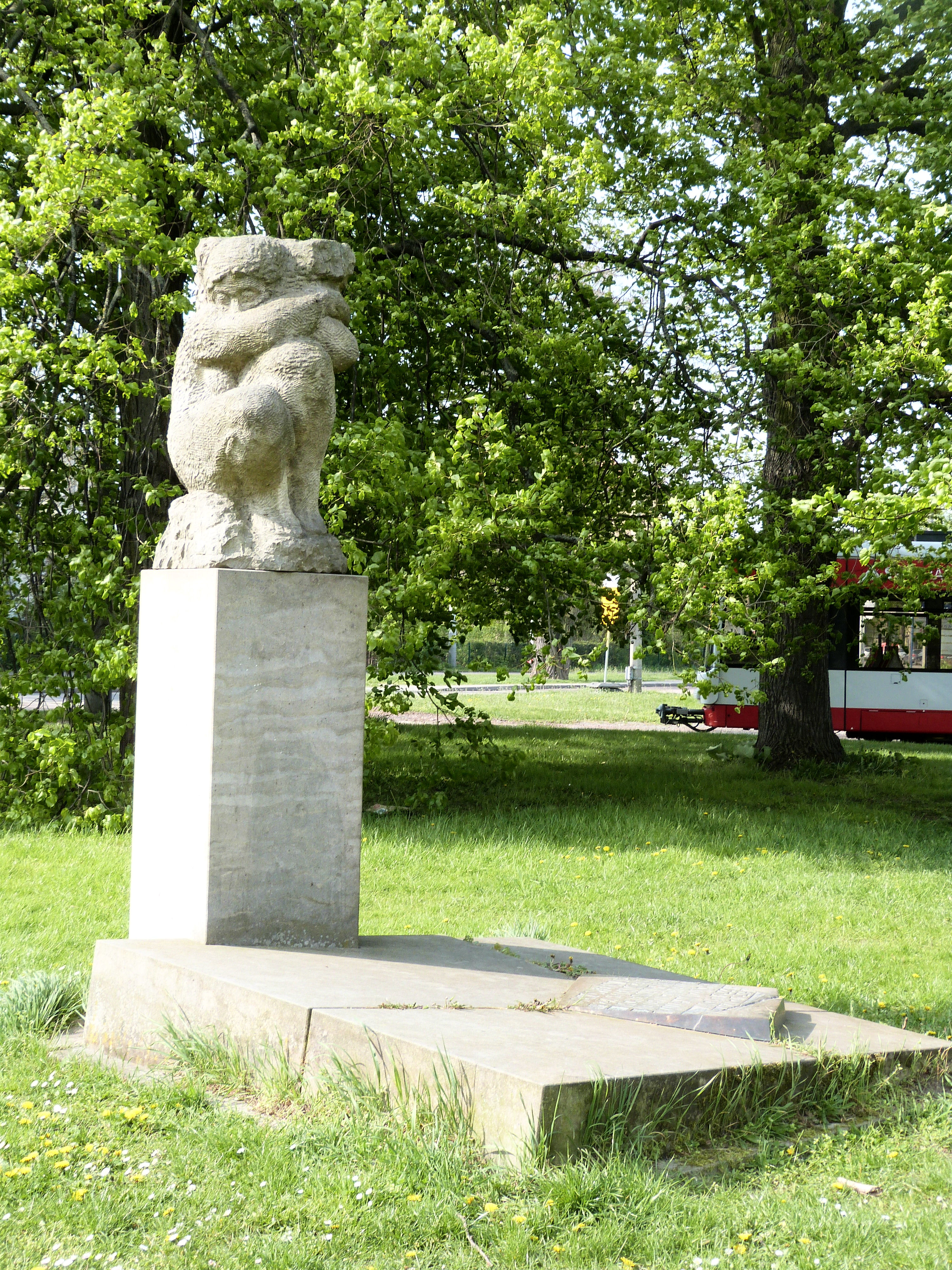
Denkmal von Bernd Kleffel für die Opfer des KZ-Außenlagers

Das KZ-Außenlager Birkhahn war ein Außenlager des Konzentrationslagers Buchenwald. Es bestand vom 1. August 1944 bis zur Auflösung des Lagers am 31. März 1945. Das Lager befand sich im später nach Halle eingemeindeten Ort Mötzlich in der Nähe des Goldbergs.

## Geschichte des KZ-Außenlagers
Im Jahre 1917 wurde mit dem Flugplatz Mötzlich einer der größten deutschen Militärflugplätze eröffnet. Auf dessen Gelände entstand 1934 das Hauptwerk der Siebel Flugzeugwerke.
Die für das KZ-Außenlager genutzten Baracken am Goldberg wurden in den 1930er Jahren im Zuge des Autobahnbaus für den Reichsarbeitsdienst errichtet.
In den Siebel-Flugzeugwerken wurden während des Zweiten Weltkrieges vor allem Junkers-Flugzeuge in Lizenz gebaut. Ab Sommer 1944 mussten mehr als tausend Häftlinge aus Polen, der Tschechoslowakei, der Sowjetunion, Frankreich, den Niederlanden und weiteren Nationen im Siebel-Werk Halle Zwangsarbeit leisten.
Am 30. Juli 1944 wurden 525 Häftlinge von Buchenwald nach Halle transportiert und zunächst auf dem Werksgelände untergebracht. Nach einem schweren Bombenangriff auf das Werk am 16. August 1944, bei dem mehrere Fertigungshallen ausbrannten und mindestens drei Häftlinge ums Leben kamen, wurden die Baracken am Goldberg als KZ-Außenlager hergerichtet. Am 2. September traf ein zweiter Transport aus Buchenwald mit 500 Häftlingen in Halle ein. Ende September 1944 war die Höchstzahl von 1025 Häftlingen erreicht. Am 1. November waren es 940, am 1. Dezember 637 Häftlinge. Anfang Januar 1945 wurde noch ein zweites Außenlager in Annaburg eingerichtet, wo sich ein Betriebsteil der Siebel-Werke befand. Dorthin kamen 100 Häftlinge aus Halle. Anfang Februar 1945 endete der Arbeitseinsatz der Häftlinge im Siebel-Werk in Halle aufgrund des massiven Auftragsrückgangs. Nach einem Rücktransport von 530 Häftlingen am 9. März 1945 ins KZ Buchenwald verblieben bis zur endgültigen Auflösung des KZ-Außenkommandos nur noch wenige Häftlinge in Halle. Das KZ-Außenkommando in Annaburg wurde zeitgleich aufgelöst.
Leiter des KZ-Außenkommandos war ab Ende September 1944 SS-Hauptscharführer Franz Noll, sein Vorgänger war SS-Unterscharführer Johann Plicht.

## Aufarbeitung

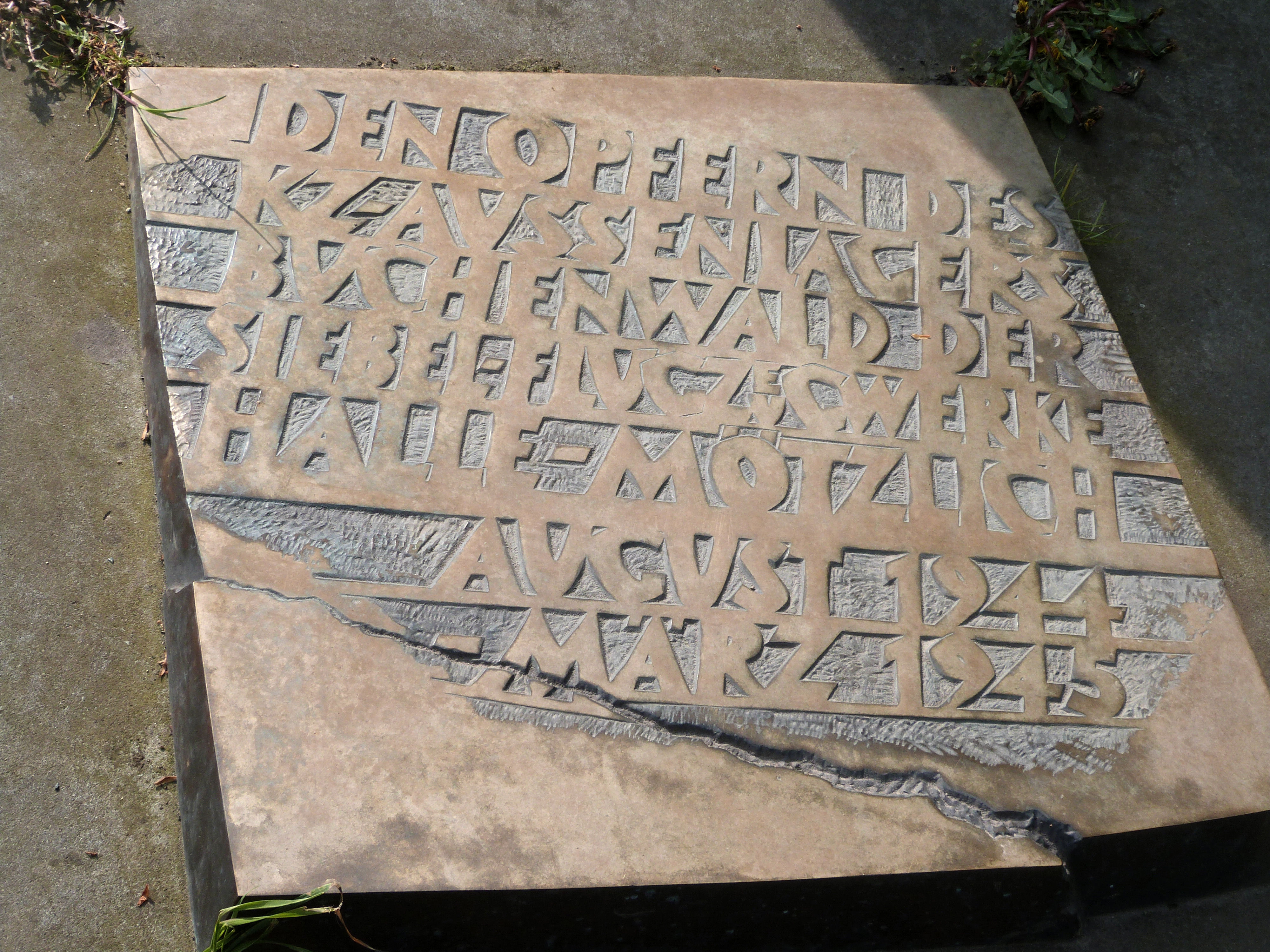
Inschrifttafel am Denkmal

Die Zentrale Stelle der Landesjustizverwaltungen zur Aufklärung nationalsozialistischer Verbrechen in Ludwigsburg ermittelte wegen des Erhängens von zwei Häftlingen im KZ-Außenlager Birkhahn gegen dessen damaligen Kommandanten, SS-Unterscharführer Johann Plicht. Dabei fanden die Ermittler zwischen 1969 und 1972 noch acht Überlebende des Außenlagers. Ein Überlebender konnte eine Skizze des Lagers anfertigen. Mehrere ehemalige Häftlinge bezeugten die beiden Todesfälle. Ein weiterer Häftling soll bei einem Fluchtversuch erschossen worden sein.
Eine Aufarbeitung des KZ-Außenlagers Birkhahn fand in Halle nach dem Zweiten Weltkrieg, in der DDR und in der Bundesrepublik bis Anfang der 2000er nicht statt. Im Jahre 2003 wurde, im Rahmen einer Ausstellung im Stadtmuseum Halle, die Geschichte der Zwangsarbeiter und der Lager in Halle erstmals dargestellt.
Nachforschungen des Hobby-Historikers Albert Osterloh, aufgegriffen von dem Journalisten Nico Wingert, rückten das vergessene KZ-Außenlager in Halle bei der Stadt und seinen Bürgern im Frühjahr 2008 wieder ins Bewusstsein. Die Stadt Halle forcierte daraufhin die Aufarbeitung und leitete in Kooperation mit dem Verein Zeit-Geschichte(n) die Erarbeitung einer Publikation ein, die seit 2012 in zweiter Auflage vorliegt.
Anfang 2009 wurde den Zwangsarbeitern im halleschen Stadtteil Frohe Zukunft ein Gedenkstein in Form einer Skulptur gewidmet.
Heute befindet sich auf dem Gelände des ehemaligen KZ-Außenlagers, auf dem sich auf rund 500 mal 500 Metern mindestens sechs KZ-Baracken und eine Unterkunft für das Wachpersonal befanden, ein Brachgelände und ein Baustoff-Lagerplatz des Straßenbauamts Halle.

## Dokumente
- Bundesarchiv NS 4, Records of the Buchenwald Concentration Camp, Volumes 8, 31, 54, 55, 176–185 und 196 (Kopien beim United States Holocaust Memorial Museum unter RG-14.023M)
- Transportlisten der Archives Nationales (France), Ministère des anciens combattants et victimes de guerre, Acc. 1998.A.0045, 7 und 16